# Long, Long Way to Go
Long, Long Way to Go – ballada rockowa zespołu Def Leppard, wydana w 2003 roku jako singel promujący album X.
Był to drugi singel promujący album X, a zarazem pierwsza ballada Def Leppard wydana w tej formie od czasów „Goodbye” (1999). Singel został wydany wyłącznie w Europie na CD. Był również pierwszym singlem Def Leppard wydanym na DVD. Wersja DVD zawierała niepublikowany nigdzie indziej utwór „Gimme A Job”.
Do utworu został zrealizowany teledysk w reżyserii Clive’a Arrowsmitha. Został on nagrany 18 oraz 19 lutego 2003 roku w Londynie.
„Long, Long Way to Go” zajął 40. miejsce na liście UK Singles Chart.
W 2004 roku Lionel Richie nagrał cover utworu, który został zamieszczony na albumie Just for You. Został on również wydany w formie singla. Wersja Richiego zajęła 20. miejsce na liście Adult Contemporary, 54. na liście niemieckiej i 93. na liście holenderskiej.

## Twórcy
- Joe Elliott – wokal
- Rick Savage – gitara basowa
- Phil Collen – gitary
- Vivian Campbell – gitary
- Rick Allen – perkusja